# Marek Jankulovski
Marek Jankulovski (* 9. května 1977 Ostrava) je bývalý český fotbalový obránce, který naposledy působil v klubu FC Baník Ostrava v české Gambrinus lize. Kariéru ukončil v únoru 2012. Od 11. června 2018 nahradil Dušana Vrťa na pozici sportovního ředitele.
Po Milanu Barošovi a Vladimíru Šmicerovi se stal v roce 2007 třetím českým vítězem prestižní Ligy mistrů UEFA. V témže roce zvítězil i v české anketě Fotbalista roku.
Je členem týmu Real TOP Praha, v jehož dresu se zúčastňuje charitativních zápasů a akcí.

## Rodina
S manželkou Janou má dcery Karolínu a Kristýnu. Jeho otec Pando Jankulovski, který se do Československa dostal jako válečný sirotek s Červeným křížem, byl ligový fotbalista Spartaku ZJŠ Brno.

## Klubová kariéra
Marek začal svou fotbalovou kariéru v 7 letech v klubu TJ NHKG Ostrava a potom přestoupil do Baníku Ostrava. Fotbalový univerzál, kterého pro světový fotbal vychoval Baník Ostrava, kde Marek hrával od svých deseti let. První start za baníkovské áčko si odbyl roku 1995. Výraznější šanci prosadit se do baníkovského áčka dostal v sezóně 1996/97 a díky svým výkonům si ihned řekl o místo v prvním týmu. Jen zřídkakdy chyběl v základní sestavě, přestože mu byla občas vytýkána jeho špatná defenzivní činnost. Pravidelně hrával také v juniorských reprezentačních výběrech.
V roce 2000 se s Bazaly rozloučil a zamířil do italského klubu SSC Neapol, kde si ho vyhlédl český trenér Zdeněk Zeman. Premiéru v italské nejvyšší soutěži si Marek odbyl 1. listopadu 2000, kdy jeho Neapol uhrála remízu 1:1 na hřišti Lecce. Novou část své fotbalové kariéry nezačal Marek příliš šťastně, jeho tým se neudržel v italské Serii A a sestoupil. V roce 2002 se opět vrátil do nejvyšší soutěže, tentokrát v dresu Udinese Calcio, kde se dokázal výrazněji prosadit a patřil k oporám tehdejšího Udinese. V roce 2004 se o něj začaly zajímat také přední evropské velkokluby, jakými byly Juventus Turín a AC Milan, kterému se v roce 2005 podařilo získat Marka do svých řad a zavázat si jeho služby do června 2009. 12. února 2007 prodloužil smlouvu o další dva roky do června 2011. V týmu Carla Ancelottiho se však Marek v konkurenci hráčů jako Gattuso, Kaká, Pirlo, Seedorf a mnoha dalších na začátku nedokázal prosadit, ale později už Jankulovski patřil k oporám záložních řad AC Milán. V sezóně 2010/11 v Serii A se mu podařilo získat premiérový titul v italské lize s AC Milán. Smlouvu, která mu skončila v červnu 2011 neprodloužil a vrátil se zpět do Česka do Ostravy.

### FC Baník Ostrava (návrat)
Jankulovski se představil ostravským fanouškům poprvé od návratu z Itálie v domácím ligovém utkání 15. října 2011 proti Hradci Králové. Nastoupil v 65. minutě místo Zdenka Šenkeříka, ale po několika minutách se ve skluzu zranil a v 73. minutě musel odstoupit. Ostrava vyhrála 1:0, Marek Jankulovski už poté v dresu Baníku v lize nenastoupil.
Dne 20. února 2012 se rozhodl ukončit svou kariéru.
Dne 8. června 2013 uspořádal exhibiční duel mezi týmem Marka Jankulovského a výběrem z EURO 2004 (4:4), při kterém se rozloučil se svou kariérou před 19 600 diváky a naposledy tak vyprodal stadion Bazaly. Na hřišti se mj. představili Gattuso, Favalli, Antonini, Lukeš, Slončík, Svěrkoš, Čech, Bolf, Galásek, Rosický, Nedvěd, Šmicer, Koller, Baroš nebo Heinz.

## Hráčská statistika
| Sezóna  | Klub             | Liga    | Liga   | Liga | Ligové poháry | Ligové poháry | Ligové poháry | Kontinentální poháry | Kontinentální poháry | Kontinentální poháry | Celkem | Celkem |
| Sezóna  | Klub             | Soutěž  | Zápasy | Góly | Soutěž        | Zápasy        | Góly          | Soutěž               | Zápasy               | Góly                 | Zápasy | Góly   |
| ------- | ---------------- | ------- | ------ | ---- | ------------- | ------------- | ------------- | -------------------- | -------------------- | -------------------- | ------ | ------ |
| 1994/95 | FC Baník Ostrava | 1. liga | 1      | 0    | ČP            | ?             | ?             | -                    | 0                    | 0                    | ?      | ?      |
| 1995/96 | FC Baník Ostrava | 1. liga | 9      | 1    | ČP            | ?             | ?             | -                    | 0                    | 0                    | ?      | ?      |
| 1996/97 | FC Baník Ostrava | 1. liga | 21     | 1    | ČP            | ?             | ?             | -                    | 0                    | 0                    | ?      | ?      |
| 1997/98 | FC Baník Ostrava | 1. liga | 26     | 3    | ČP            | ?             | ?             | -                    | 0                    | 0                    | ?      | ?      |
| 1998/99 | FC Baník Ostrava | 1. liga | 26     | 2    | ČP            | ?             | ?             | -                    | 0                    | 0                    | ?      | ?      |
| 1999/00 | FC Baník Ostrava | 1. liga | 27     | 8    | ČP            | ?             | ?             | -                    | 0                    | 0                    | ?      | ?      |
| 2000/01 | SSC Neapol       | Serie A | 20     | 3    | IP            | 0             | 0             | -                    | 0                    | 0                    | 20     | 3      |
| 2001/02 | SSC Neapol       | Serie B | 31     | 5    | IP            | 2             | 1             | -                    | 0                    | 0                    | 33     | 6      |
| 2002/03 | Udinese Calcio   | Serie A | 27     | 5    | IP            | 2             | 0             | -                    | 0                    | 0                    | 29     | 5      |
| 2003/04 | Udinese Calcio   | Serie A | 32     | 6    | IP            | 4             | 2             | UEFA                 | 2                    | 0                    | 38     | 8      |
| 2004/05 | Udinese Calcio   | Serie A | 32     | 4    | IP            | 3             | 0             | UEFA                 | 2                    | 0                    | 38     | 4      |
| 2005/06 | AC Milán         | Serie A | 22     | 1    | IP            | 4             | 0             | LM                   | 2                    | 0                    | 28     | 1      |
| 2006/07 | AC Milán         | Serie A | 33     | 3    | IP            | 4             | 0             | LM                   | 13                   | 0                    | 50     | 3      |
| 2007/08 | AC Milán         | Serie A | 14     | 0    | IP            | 0             | 0             | LM+ES+MSK            | 3+1+1                | 0+1+0                | 19     | 1      |
| 2008/09 | AC Milán         | Serie A | 31     | 0    | IP            | 1             | 0             | UEFA                 | 6                    | 0                    | 38     | 0      |
| 2009/10 | AC Milán         | Serie A | 12     | 0    | IP            | 2             | 0             | LM                   | 2                    | 0                    | 16     | 0      |
| 2010/11 | AC Milán         | Serie A | 5      | 0    | IP            | 1             | 0             | LM                   | 1                    | 0                    | 7      | 0      |
| 2011/12 | FC Baník Ostrava | 1. liga | 1      | 0    | ČP            | 0             | 0             | -                    | 0                    | 0                    | 1      | 0      |
| Celkově | Celkově          | Celkově | 370    | 42   | -             | ?             | ?             | -                    | 33                   | 1                    | ?      | ?      |

## Reprezentační kariéra

### Mládežnické výběry
Marek Jankulovski již od juniorských let působil v reprezentačních výběrech, kde dopomohl českým lvíčatům (reprezentace do 21 let) k zisku titulu vicemistrů Evropy do 21 let na Slovensku v roce 2000.
S týmem do 23 let se zúčastnil Letních olympijských her 2000 v Austrálii, kde české mužstvo obsadilo se 2 body za dvě remízy poslední čtvrté místo v základní skupině C.

### B-mužstvo
V roce 1998 odehrál dvě ze tří utkání za český reprezentační B-výběr na turnaji v čínské Šanghaji. Postupně hrál proti TSV 1860 München (výhra 1:0) a FC Šanghaj (výhra 3:0). Zápasu s Ramplas Juniors (prohra 1:2) se nezúčastnil.

### A-mužstvo
Posléze se stal stabilním členem reprezentačního výběru Karla Brücknera, ve kterém hájil post levého obránce. V týmu byl ceněn především pro své technické schopnosti, kopací techniku a i přes nevelký vzrůst schopnost vyhrávat hlavičkové souboje. V reprezentačním áčku působil od roku 2000. Zúčastnil se několika vrcholových turnajů, např. Mistrovství Evropy 2000 a 2004. 8. února 2000 si odbyl svůj premiérový start proti Mexiku, zápas česká reprezentace vyhrála 2:1. Svou premiérovou branku vstřelil 1. září 2001 při porážce ČR 1:3 na Islandu.
Celkem nastoupil Jankulovski v 78 utkáních za český národní tým (46 výher, 14 remíz a 18 proher), v nichž se mu podařilo vstřelit 11 gólů. Z nich 4 padly ve hře, 5 dal z pokutových kopů a 2 z trestných kopů. Navíc odehrál 3 utkání na Letních olympijských hrách v roce 2000, kde startují fotbalové reprezentace do 23 let (bilance 2 remízy a 1 prohra).
Účast na šampionátech:
- ME 2000 v Nizozemsku a Belgii
- ME 2004 v Portugalsku
- MS 2006 v Německu
- ME 2008 v Rakousku a Švýcarsku

### Reprezentační góly a zápasy
Góly Marka Jankulovského za české reprezentační A-mužstvo 
| Gól | Datum        | Stadion                               | Soupeř         | Skóre (min.) | Výsledek | Soutěž                   | Gól          |
| --- | ------------ | ------------------------------------- | -------------- | ------------ | -------- | ------------------------ | ------------ |
| 010 | 01. 9. 2001  | Reykjavík, Island                     | Island         | 03:10 (89.)  | 3:1      | Kvalifikace na MS 2002   | padl ze hry  |
| 02  | 05. 9. 2001  | Na Stínadlech, Teplice                | Malta          | 01:00 (20.)  | 3:2      | Kvalifikace na MS 2002   | padl ze hry  |
| 03  | 12. 10. 2002 | Republican, Kišiněv, Moldavsko        | Moldavsko      | 00:10 (69.)  | 0:2      | Kvalifikace na Euro 2004 | pokutový kop |
| 04  | 02. 4. 2003  | Letná, Praha                          | Rakousko       | 03:00 (56.)  | 4:0      | Kvalifikace na Euro 2004 | pokutový kop |
| 05  | 11. 10. 2003 | Ernst-Happel-Stadion, Vídeň, Rakousko | Rakousko       | 00:10 (27.)  | 2:3      | Kvalifikace na Euro 2004 | padl ze hry  |
| 06  | 12. 11. 2003 | Na Stínadlech, Teplice                | Kanada         | 01:0 0(27.)  | 5:1      | přátelské utkání         | pokutový kop |
| 07  | 030. 3. 2005 | Communal, Andorra la Vella            | Andorra        | 00:10 (31.)  | 0:4      | Kvalifikace na MS 2006   | pokutový kop |
| 08  | 026. 5. 2006 | Tivoli, Innsbruck, Rakousko           | Saúdská Arábie | 02:0 (90.)   | 2:0      | přátelské utkání         | pokutový kop |
| 09  | 08. 9. 2007  | Stadio Olimpico, Serravalle           | San Marino     | 00:20 (75.)  | 0:3      | Kvalifikace na Euro 2008 | trestný kop  |
| 10  | 012. 9. 2007 | Letná, Praha                          | Irsko          | 01:00 (15.)  | 1:0      | Kvalifikace na Euro 2008 | padl ze hry  |
| 11  | 020. 8. 2008 | New Wembley Stadium, Londýn           | Anglie         | 01:20 (48.)  | 2:2      | přátelské utkání         | trestný kop  |

Zápasy Marka Jankulovského v A-mužstvu české reprezentace 
| Rok    | Zápasy | Góly |
| ------ | ------ | ---- |
| 2000   | 4      | 0    |
| 2001   | 7      | 2    |
| 2002   | 5      | 1    |
| 2003   | 8      | 3    |
| 2004   | 14     | 0    |
| 2005   | 6      | 1    |
| 2006   | 12     | 1    |
| 2007   | 6      | 2    |
| 2008   | 10     | 1    |
| 2009   | 6      | 0    |
| Celkem | 78     | 11   |

## Úspěchy

### Klubové

#### AC Milan
- 1× vítěz italské ligy (2010/11)
- 1× vítěz Ligy mistrů (2006/07)[16]
- 1× vítěz evropského superpoháru (2007)
- 1× vítěz mistrovství světa klubů (2007)[16]

### Reprezentační
- 1× účast na MS (2006 – základní skupina)
- 3× účast na ME (2000 – základní skupina, 2004 – 3. místo, 2008 – základní skupina)
- 1× účast na ME "21" (2000 – 2. místo)
- 1× účast na OH (2000 – základní skupina)

### Individuální
- 1× Fotbalista roku v ČR (2007)[4]